# Stazione di Kōkū-kōen
La stazione di Kōkū-kōen (航空公園駅?, Kōkū-kōen-eki) è una stazione ferroviaria della città di Tokorozawa della prefettura di Saitama, ed è servita dalla linea Shinjuku delle Ferrovie Seibu, a circa 30 km di distanza dal capolinea di Seibu-Shinjuku. La stazione offre direttamente l'accesso al parco aeronautico di Tokorozawa, il principale parco pubblico cittadino, dall'estensione di 50,2 ettari realizzato in luogo di una precedente base aerea.

## Linee
Ferrovie Seibu
● Linea Seibu Shinjuku

## Struttura
La stazione si trova in superficie ed è dotata di due marciapiedi laterali con due binari passanti, collegati al fabbricato viaggiatori posto sopra i binari da scale mobili, fisse e ascensori.
| 1 | ● Linea Seibu Shinjuku | per Sayamashi e Hon-Kawagoe                   |
| 2 | ● Linea Seibu Shinjuku | per Tokorozawa, Takadanobaba e Seibu-Shinjuku |

## Stazioni adiacenti
| «                    | Servizio             | »                    |
| Linea Seibu Shinjuku | Linea Seibu Shinjuku | Linea Seibu Shinjuku |
| -------------------- | -------------------- | -------------------- |
| Tokorozawa           | Locale               | Shin-Tokorozawa      |
| Tokorozawa           | Semiespresso         | Shin-Tokorozawa      |
| Tokorozawa           | Espresso             | Shin-Tokorozawa      |
| Transito             | Espresso pendolari   | Transito             |